# Gare de Civrieux-d’Azergues
Gare de Civrieux-d'Azergues vasútállomás Franciaországban, Civrieux-d'Azergues településen.

## Vasútvonalak
Az állomást az alábbi vasútvonalak érintik:
- Paray-le-Monial-Givors-Canal-vasútvonal

## Kapcsolódó állomások
A vasútállomáshoz az alábbi állomások vannak a legközelebb:
- Gare de Lozanne
- Gare de Dommartin - Lissieu